# Ingalls (cràter)
Ingalls és un antic cràter d'impacte que es troba a la cara oculta de la Lluna. Es localitza al nord-nord-oest del cràter Mach. Aproximadament a la mateixa distància cap a l'oest apareix el cràter Joule.

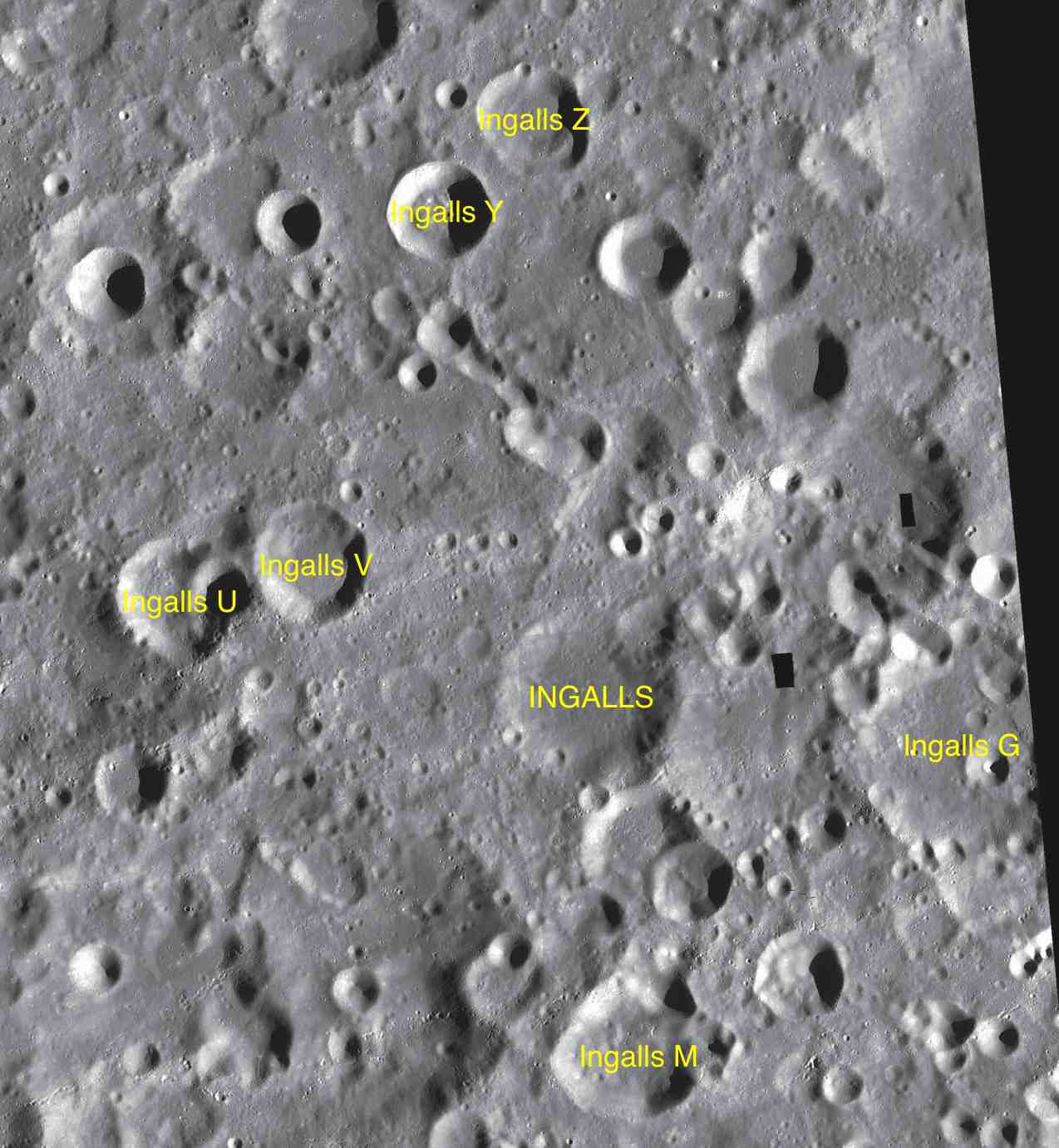
Cràters satèl·lit

Aquest cràter ha estat fortament danyat per impactes posteriors, deixant poc més que una depressió irregular a la superfície. La vora exterior està arrodonida i marcada per petits impactes. El sòl interior és una superfície gairebé sense trets particulars, sembrada amb uns diminuts cràters. Les traces febles del sistema de marques radials del cràter Jackson, situat a certa distància a l'oest-sud-oest, travessen el costat nord de la vora d'Ingalls.

## Cràters satèl·lit
Per convenció aquests elements són identificats en els mapes lunars posant la lletra en el costat del punt central del cràter que està més proper a Ingalls.
| Ingalls | Coordenades                            | Diàmetre |
| ------- | -------------------------------------- | -------- |
| G       | 25° 48′ N, 150° 24′ O / 25.8°N,150.4°O | 55 km    |
| M       | 24° 00′ N, 153° 00′ O / 24.0°N,153.0°O | 27 km    |
| U       | 27° 18′ N, 156° 12′ O / 27.3°N,156.2°O | 28 km    |
| V       | 27° 24′ N, 155° 18′ O / 27.4°N,155.3°O | 27 km    |
| Y       | 29° 42′ N, 154° 06′ O / 29.7°N,154.1°O | 23 km    |
| Z       | 30° 18′ N, 153° 18′ O / 30.3°N,153.3°O | 2 km     |